# Вансович, Евгений Антонович
Евгений Антонович Вансович (17 декабря 1930, Одесса — 22 июня 2017, Одесса) — советский прыгун в высоту, чемпион СССР, участник летних Олимпийских игр 1952 года в Хельсинки, мастер спорта СССР, Заслуженный врач Украины.

## Биография
Выпускник Одесского медицинского института 1954 года. Увлёкся спортом в 1946 году. Первым его тренером был Василий Зыбайло, у которого он занимался в течение двух лет (1946—1947). С 1947 года по 1956-й (до окончания карьеры) Евгений Вансович тренировался у П. И. Никифорова. В 1948—1956 годах выступал ДСО «Медик» (Одесса). В 1950—1954 годах был чемпионом Украины, а в 1951 году — чемпионом СССР. Бронзовый призёр Всемирных студенческих игр 1951 года.
На Олимпиаде в Хельсинки показал результат 180 см и занял итоговое 28-е место. В квалификации он преодолел высоту 187 см.
Врач-травматолог. Работал заведующим отделением, а затем — поликлиникой. В 1975 году стал заместителем главного врача Одесского областного медицинского центра.
Ушел из жизни 22 июня 2017 года в Одессе.

## Выступления на чемпионатах СССР
- Чемпионат СССР по лёгкой атлетике 1951 года —  (191 см).